# Birkerthwaite
Birkerthwaite – wieś w Anglii, w Kumbrii. Leży 62 km na południe od miasta Carlisle i 382 km na północny zachód od Londynu.